# Nouvelle-Église
Nouvelle-Église là một xã trong tỉnh Pas-de-Calais, vùng Hauts-de-France, Pháp.
Nouvelle-Église có cự ly khoảng 6 miles (9 km) về phía đông Calais, tại giao lộ của các tuyến đường D229 và đường D219.

## Dân số
| 1962                                                              | 1968 | 1975 | 1982 | 1990 | 1999 | 2006 |
| ----------------------------------------------------------------- | ---- | ---- | ---- | ---- | ---- | ---- |
| 283                                                               | 291  | 268  | 276  | 322  | 343  | 476  |
| Số liệu điều tra dân số tính từ năm 1962, dân số chỉ tính một lần |      |      |      |      |      |      |

## Địa điểm nổi bật
- Nhà thờ Notre-Dame, thế kỷ 19.